# Kamenec pod Vtáčnikom
Kamenec pod Vtáčnikom és un poble i municipi d'Eslovàquia que es troba a la regió de Trenčín. La primera menció escrita de la vila es remunta al 1355.

## Demografia
| Godina             | 1994 | 2004   | 2014   | 2024   |
| ------------------ | ---- | ------ | ------ | ------ |
| Nombre de persones | 1845 | 1861   | 1790   | 1760   |
| Diferència         |      | +0,86% | −3,81% | −1,67% |

| Godina             | 2023 | 2024   |
| ------------------ | ---- | ------ |
| Nombre de persones | 1758 | 1760   |
| Diferència         |      | +0,11% |